# Полидоксия
Полидоксия (дословно — «многоучение», от др.-греч. πολύς «многочисленный» + δόξα «мнение») — представление о множестве природных духов, поклонение многочисленным сущностям..
Основано на анимизме, культе природы, культе мертвых (предков), магии, колдовстве, шаманизме, тотемизме, демонолатрии. Кроме того, под полидоксией понимают религии, в которых различные религиозные учения являются возможными и правильными, в противовес ортодоксии. Например, современное христианство с его многочисленными конфессиями, некоторые из которых сами по себе являются ортодоксальными, или иудаизм. Апологетом полидоксного подхода к представлению о религиях является Альвин Рейнз, написавший в 1987 году книгу Polydoxy: explorations in a philosophy of liberal religion. В 1992 году Лешек Мошинский применил этот подход к праславянским дохристианским верованиям. В частности, исследователь установил на основе языкового анализа линии, сопоставимые с кельтским и иранским влиянием на религиозные представления славян, причем последнее связывается с появлением выделенного понятия богов по отношению к существам низшего порядка (духам). Критики данного подхода указывают, что соответствующий языковой пласт дошел до нас пройдя через ортодоксальную среду носителей-христиан и вряд ли может служить для адекватного понимания природы дохристианских верований.